# Сталактит

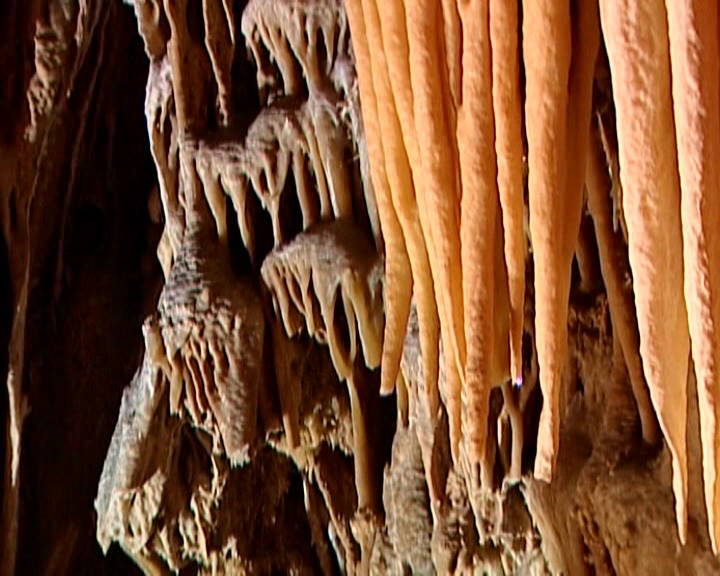
Крим. 2008 р.

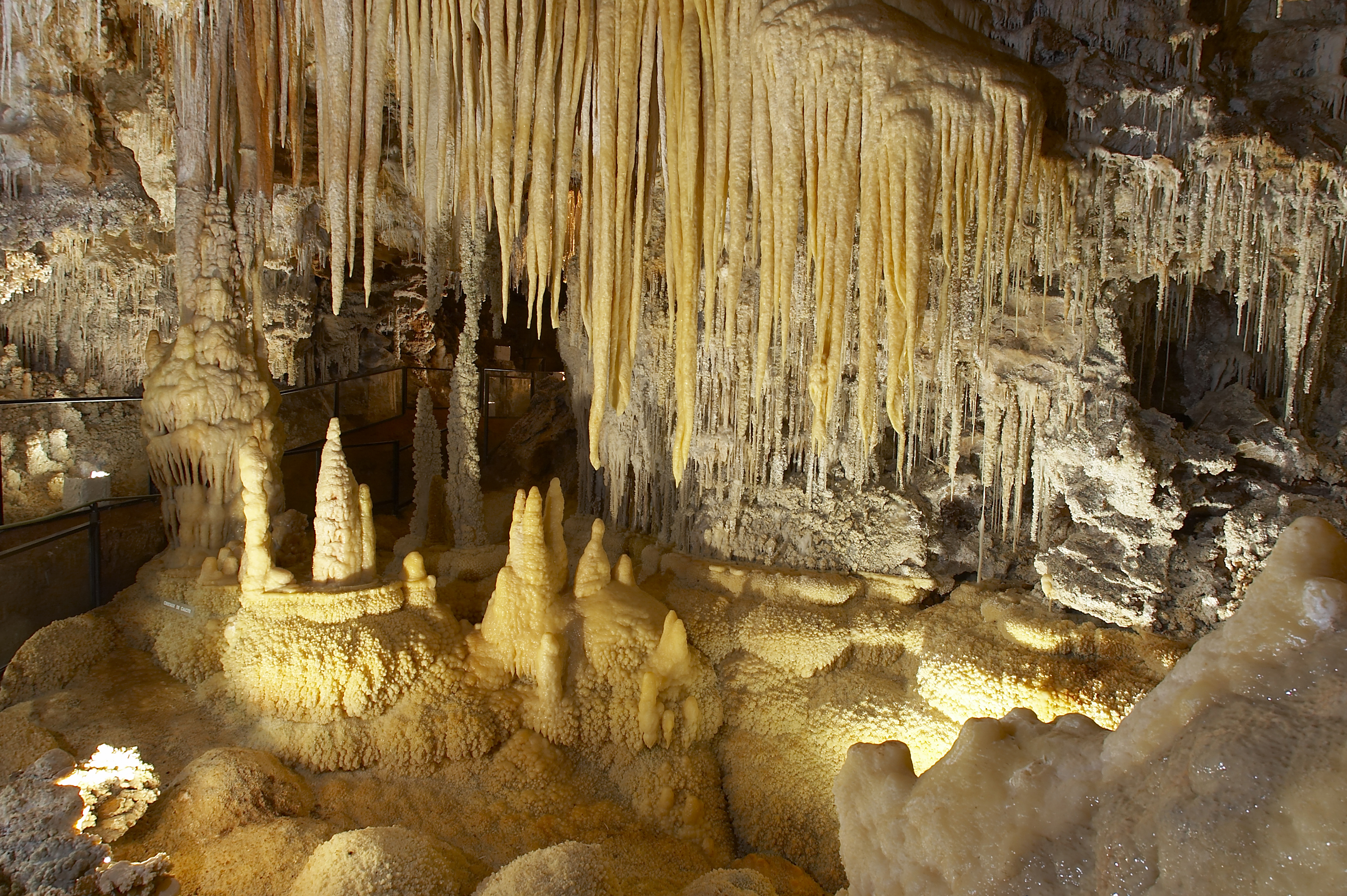
Сталактити (зверху) та сталагміти (знизу)

Демонстрація росту сталактиту та сталагміту в лабораторних умовах.

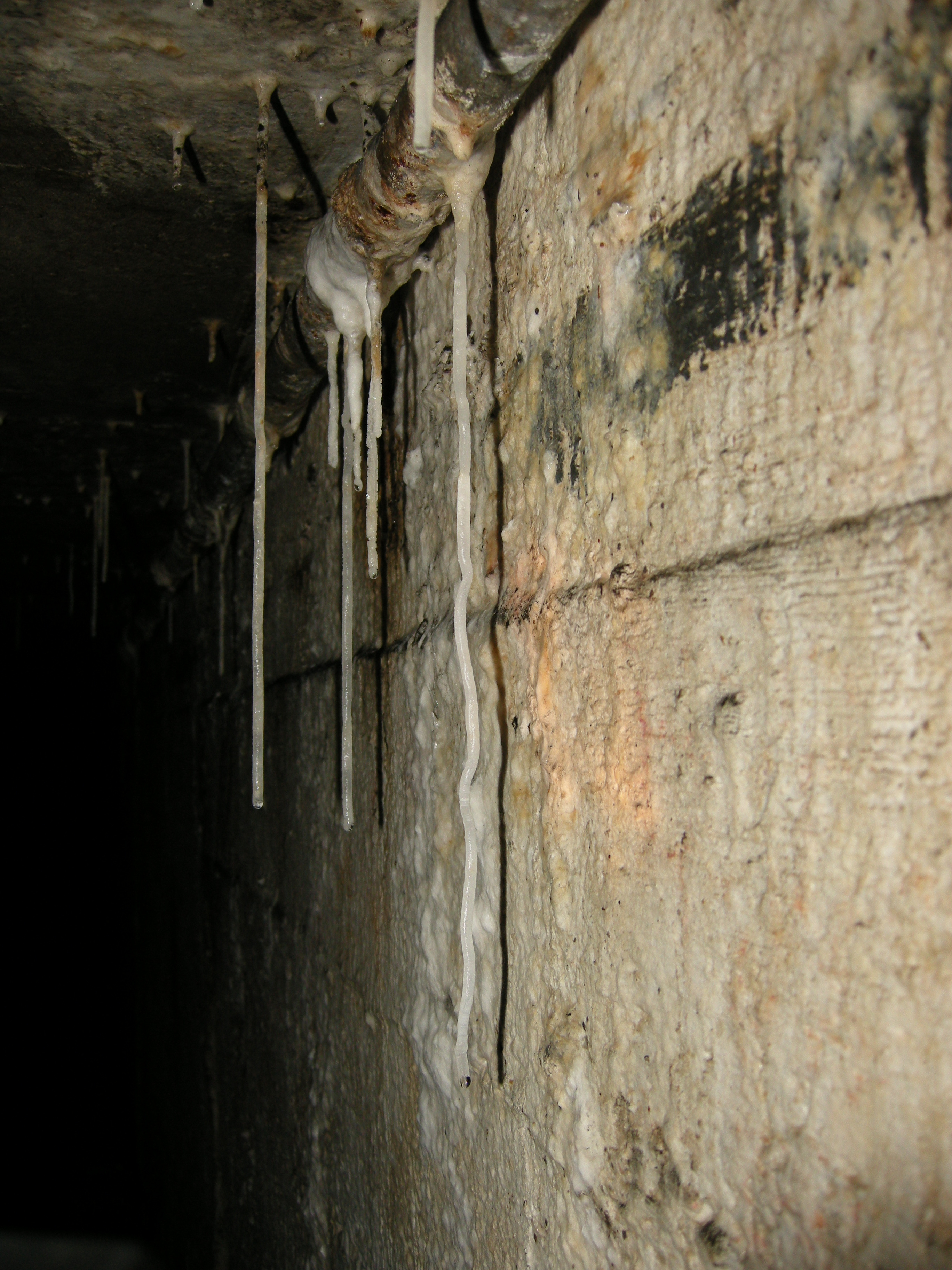
Техногенні кальцієві натічники, зазвичай зустрічаються в бетонних конструкціях. В підвалах мають ідеально рівну форму в зв'язку з відсутністю вітру.

Сталакти́т (від грец. σταλακτίτης — «натіклий по краплі») — мінеральне утворення циліндричної або конусоподібної форми, яке звисає зі стель печер або інших порожнин, чи рукотворних споруд на кшталт мостів. Синонім — Вапняк.

## Історія
Терміни «сталактит» і «сталагміт» увів у науковий обіг у 1655 р. данський натураліст Оле Ворм.

## Опис. Механізм утворення
Сталактити формуються від осаду кальциту та інших мінералів. Вода, знаходячи свій шлях крізь тверду породу, опиняється на стелі печери або порожнини, врешті, збираючись в краплю, вода падає вниз, залишаючи за собою невеличкий осад. З кожною краплею осад набирає вагу й розмір. На стелі утворюється мінеральний виступ — сталактит.
Краплі мінеральної води, падаючи зі сталактита формують на підлозі сталагміт. Вони «ростуть» разом, врешті, з'єднуються у середині, формуючи, таким чином, колону.
Механізм утворення кальцитових сталактитів такий. Вода розчиняє вапняк за хімічною реакцією:
Са(Mg)СО3 + Н2О + СО2 ↔ Са(Mg)2+ + 2НСО3-.
За певних умов реакція протікає у зворотному напрямку, вода випаровується, а карбонат кальцію відкладається на поверхні, що викликає ріст сталактиту. Відбувається він дуже повільно — десятки і сотні років. Довжина сталактитів сягає декількох метрів, іноді більше.
У загальному випадку сталактити можуть бути утворені і за іншим механізмом — льодяні, глиняні, ґіпсові, лавові сталактити.

## Різновиди
Сталактит лавовий — звисаючий наріст, утворений розплавленою лавою, що просочилася зі стелі пустого лавового тунелю.